# Délit de façade

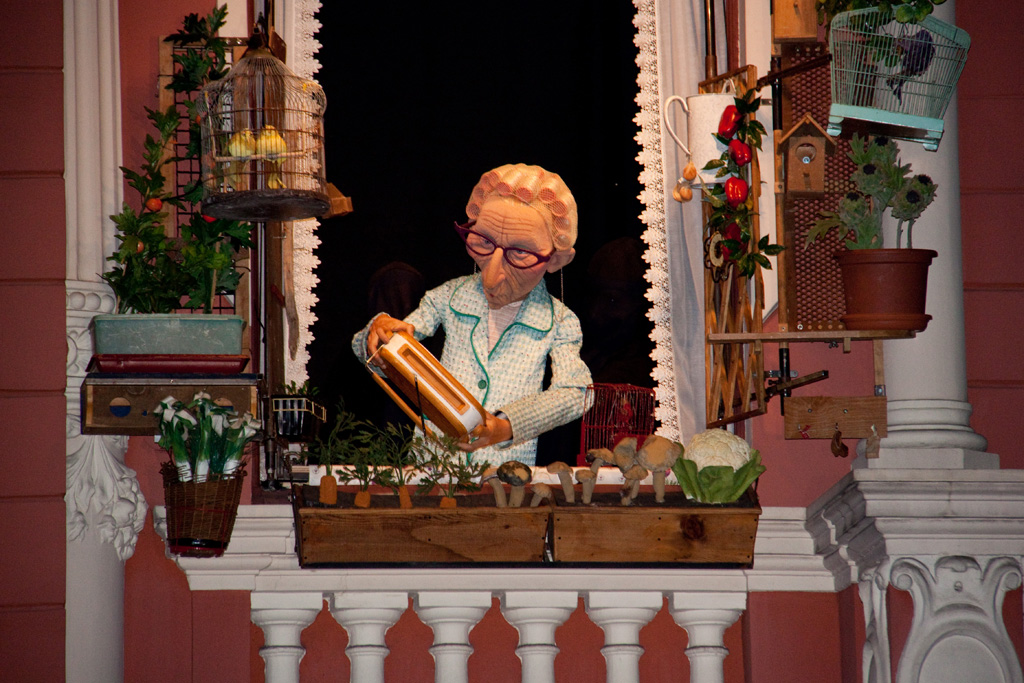
Cena da peça Menus larcins realizada na Praça da Liberdade, em Belo Horizonte, durante o Festival Internacional de Teatro, Palco e Rua.

Délit de façade é um grupo de teatro de bonecos francês.

## História
O grupo foi criado em 2002, a partir do desejo de reviver os bonecos de Alain Duverne em um espaço urbano - as janelas de uma casa de verdade.
Nos dias 7 e 8 de agosto de 2010, o grupo apresentou no Brasil a peça Menus larcins, realizada na Praça da Liberdade, em Belo Horizonte, durante o Festival Internacional de Teatro, Palco e Rua.

## Espetáculos

### Menus larcins
Menus lacins é um espetáculo escrito por deiferentes autores franceses, ingleses e espanhói. A peça é dividida em quatro contos de 15 a 20 minutos que são apresentados ao público em uma ou duas janelas das casas das cidades visitadas: A L´Abordage, Mange Tout, Dimanche e Petit.